# Wasa Teater
Le théâtre de Vaasa (suédois : Wasa Teater) est un théâtre  situé à Vaasa en Finlande.

## Présentation
Le théâtre municipal est un théâtre professionnel de langue suédoise.
Le théâtre organise 6-7 premières chaque année et accueille annuellement 40 000 à 45 000 spectateurs.
La saison des spectacles s'étend de septembre à mai.
Le théâtre produit des spectacles sur quatre scènes différentes :
- Scène Stora, 270 places
- Studioscenen, 80-120 places
- Vasallen, dans le bâtiment administratif, 60 places
- Magasinet, dans le bâtiment de la cour, environ 70 places.